# Itapuí (ort)
Itapuí är en ort i Brasilien.   Den ligger i kommunen Itapuí och delstaten São Paulo, i den södra delen av landet, 700 km söder om huvudstaden Brasília. Itapuí ligger 462 meter över havet och antalet invånare är 10 445. Den ligger vid sjön Bariri Reservoir.
Terrängen runt Itapuí är platt. Runt Itapuí är det ganska tätbefolkat, med 129 invånare per kvadratkilometer.. Närmaste större samhälle är Jaú, 18,0 km öster om Itapuí.
Trakten runt Itapuí består till största delen av jordbruksmark.